# Damià Ripoll Gàlvez
Damià Ripoll Gàlvez (Son Servera, 27 d'abril de 1972) és un polític mallorquí, alcalde de Son Servera i diputat al Congrés dels Diputats en la VII Legislatura.
Ha treballat en el sector immobiliari, i com a militant del Partido Popular, fou escollit regidor de l'ajuntament de Son Servera. En 2003 va substituir en el seu escó Rosa Estaràs Ferragut, diputada escollida a les eleccions generals espanyoles de 2000, quan fou nomenada vicepresidenta de les Illes Balears. Ha estat Vocal de la Comissió Mixta de Relacions amb el Defensor del Poble i de la Comissió Mixta per a l'Estudi del Problema de les Drogues.
Simultàniament, a les eleccions municipals espanyoles de 2003 fou escollit alcalde de Son Servera, càrrec que no va poder renovar en les eleccions de 2007 perquè fou desplaçat del poder per un pacte d'esquerres que donà l'alcaldia al socialista Josep Barrientos.